# Graham Rix
Graham Cyril Rix (Doncaster, 23 oktober 1957) is een voormalig betaald voetballer uit Engeland, die speelde als aanvallende middenvelder gedurende zijn carrière. Na zijn actieve loopbaan stapte hij het trainersvak in. Hij was onder meer interim-coach bij Chelsea (2000).

## Clubcarrière
Rix speelde clubvoetbal in Engeland, Schotland en Frankrijk, en was dertien seizoenen actief voor Arsenal FC. Hij speelde op 14 mei 1980 mee in de finale van de strijd om de Europacup II, die Arsenal in het Heizelstadion in Brussel na strafschoppen (5-4) verloor van Valencia CF.

## Interlandcarrière
Graham Rix speelde zeventien keer voor de nationale ploeg van Engeland in de periode 1980-1984, waaronder vijf wedstrijden tijdens het WK voetbal 1982 in Spanje. Hij maakte zijn debuut op 10 september 1980 in de WK-kwalificatiewedstrijd tegen Noorwegen (4-0).